# Ella Raines
Ella Raines, nata Ella Wallace Raines (Snoqualmie, 6 agosto 1920 – Sherman Oaks, 30 maggio 1988), è stata un'attrice statunitense.

## Biografia
Di origini irlandesi, scozzesi e francesi, studiò arte drammatica all'università di Washington e iniziò a recitare giovanissima nelle compagnie dei teatri universitari. All'inizio degli anni quaranta fece dei provini a Hollywood e firmò un contratto per la B-H Productions, compagnia di produzione formata dal regista Howard Hawks con l'attore Charles Boyer. Il debutto avvenne nel film di guerra Corvetta K-225 (1943), cui seguì subito dopo Angeli all'inferno (1943), dramma bellico in cui l'attrice interpretò una delle otto ragazze chiamate come infermiere a Bataan durante i bombardamenti giapponesi.
Successivamente venne ingaggiata dalla casa produttrice Universal, che valorizzò la sua particolare bellezza, dagli occhi magnetici e dallo sguardo vagamente felino, con ruoli da protagonista in alcuni notevoli thriller degli anni quaranta, come La donna fantasma (1944), accanto a Franchot Tone, in cui impersonò una intraprendente ragazza che aiuta un uomo ingiustamente accusato di omicidio, scoprendo il vero colpevole, Quinto non ammazzare! (1944), dove fu la dolce fanciulla amata da Charles Laughton e Io ho ucciso (1945), drammatica vicenda di fosche rivalità familiari, tutti diretti da Robert Siodmak. Ottenne altri ruoli di media importanza in vigorosi melodrammi come Passione che uccide (1947) di Michael Gordon, e Forza bruta (1947) di Jules Dassin, accanto a Burt Lancaster, nell'avventuroso Le colline camminano (1949) di John Sturges e nei western L'amante del bandito (1950) e La valle dei bruti (1952).
Sempre all'inizio degli anni cinquanta la Raines iniziò a lavorare per il piccolo schermo in serie televisive antologiche come Robert Montgomery Presents (1950) e Douglas Fairbanks, Jr., Presents (1956), riscuotendo il suo maggiore successo televisivo con la serie Janet Dean, Registered Nurse, interpretando il ruolo della protagonista in 34 episodi girati durante l'anno 1954. Nella seconda metà del decennio abbandonò progressivamente l'attività artistica, comparendo per l'ultima volta sullo schermo in The Man in the Road (1956) di Lance Comfort. Tornò a recitare in un'unica occasione come guest star nell'episodio Death Match della serie poliziesca Matt Houston (1984).

## Vita privata
Dopo un primo matrimonio (1942-1945) con Kenneth Trout, la Raines si risposò nel 1947 con Robin Olds, pilota dell'United States Air Force, da cui ebbe due figli e da cui divorziò nel 1975. L'attrice morì il 30 maggio 1988, all'età di 67 anni, per un cancro all'esofago.

## Filmografia

### Cinema
- Corvetta K-225 (Corvette K-225), regia di Richard Rosson (1943)
- Angeli all'inferno (Cry Havoc), regia di Richard Thorpe (1943)
- La donna fantasma (Phantom Lady), regia di Robert Siodmak (1944)
- Evviva il nostro eroe (Hail the Conquering Hero), regia di Preston Sturges (1944)
- Romanzo del West (Tall in the Saddle), regia di Edwin L. Marin (1944)
- Quinto non ammazzare! (The Suspect), regia di Robert Siodmak (1944)
- Arsenio Lupin (Enter Arsene Lupin), regia di Ford Beebe (1944)
- Io ho ucciso (The Strange Affair of Uncle Harry), regia di Robert Siodmak (1945)
- Anche oggi è primavera (The Runaround), regia di Charles Lamont (1946)
- Frac e cravatta bianca (White Tie and Tails), regia di Charles Barton (1946)
- Prigionieri del destino (Time Out of Mind), regia di Robert Siodmak (1947)
- Passione che uccide (The Web), regia di Michael Gordon (1947)
- Forza bruta (Brute Force), regia di Jules Dassin (1947)
- The Senator Was Indiscreet, regia di George S. Kaufman (1947)
- Le colline camminano (The Walking Hills), regia di John Sturges (1949)
- Ho ritrovato la vita (Impact), regia di Arthur Lubin (1949)
- A Dangerous Profession, regia di Ted Tetzlaff (1949)
- L'amante del bandito (Singing Guns), regia di R.G. Springsteen (1950)
- The Second Face, regia di Jack Bernhard (1950)
- La legge del mare (Fighting Coast Guard), regia di Joseph Kane (1951)
- La valle dei bruti (Ride the Man Down), regia di Joseph Kane (1952)
- The Man in the Road, regia di Lance Comfort (1956)

### Televisione
- Robert Montgomery Presents – serie TV, 1 episodio (1950)
- Lights Out – serie TV, episodio 3x01 (1950)
- Pulitzer Prize Playhouse – serie TV, 1 episodio (1950)
- Janet Dean, Registered Nurse – serie TV, 34 episodi (1954)
- Douglas Fairbanks, Jr., Presents – serie TV, episodi 4x10-4x32 (1956)
- The Christophers – serie TV, 1 episodio (1956)
- Matt Houston – serie TV, episodio 2x18 (1984)

## Doppiatrici italiane
- Rosetta Calavetta in La donna fantasma, Romanzo del West, Quinto non ammazzare!, Forza bruta
- Clelia Bernacchi in Le colline camminano
- Dhia Cristiani in La valle dei bruti